# Серебряная линия (Вашингтонский метрополитен)
Серебряная линия (англ. Silver Line (Washington Metro)) — линия Вашингтонского метрополитена, расположенная на территории округов Фэрфакс и Арлингтон штата Виргиния, Вашингтона, округа Принс-Джорджес штата Мэриленд. Представлена 28 станциями. Линия содержит наземные, надземные (на эстакаде) и подземные участки как глубокого так и мелкого заложения. Имеет общие участки с Оранжевой и Синей линией. Станций, принадлежащих линии, только 11. В 2022 году открылся пусковой участок второй фазы сразу с 6 станциями.

## Общее описание
Строительство Серебряной линии преследовало две цели. Первая — связать метрополитеном Вашингтон, округ Колумбия и Вашингтонский аэропорт им. Даллеса и города Тайсон, Рестон, Херндон, и Эшберн. Вторая заключается в ускорении развития городов в округе Фэрфакс и снизить общую зависимость от автомобильного трафика в деловой центр, крупнейшего Вирджинии и 12-го по величине в стране. Площадь района сравнима по размерам с центра Вашингтона, округ Колумбия, но изолирована от соседних районов и не имеет развитой дорожной сети. Серебряная линия также обеспечит большую транспортную доступность к центру Стивена Удвара-Хази, филиалу Национального музея авиации и космонавтики , расположенного возле аэропорта Даллеса. С открытием первой очереди, запущен автобус от Вель — Рестон-Ист до музея Удвара-Хази.
В отличие от всех ранее существующих линий Вашингтонского метро, которые были спроектированы и построены WMATA (Washington Metropolitan Area Transit Authority), эта линия спроектирована и построена Вашингтонским управлением аэропортов (MWAA — Metropolitan Washington Airports Authority), но управляется WMATA. Финансирование первого этапа проекта составило: 43% или $900 млн из федерального бюджета, 28% — специальный налог на коммерческую недвижимость рядом с серебряной линией и 28% от увеличения на $0.50 платы за проезд по платной дороге им. Даллеса. Финансирование второго этапа проекта разделяют Лауден, графство Фэрфакс, Вирджиния и MWAA.
Изначально планировалось, что восточной конечной станцией станет Стэдиум-Армэри, в 2012 году план был изменён в пользу Ларго-Таун-Сентер, потому что тупики Стэдиум-Армэри были недостаточной длины для оборота поездов. С востока Серебряная линия следует вместе с синей и оранжевой линиями через Вашингтон, Округ Колумбия, через Арлингтон вместе с Оранжевой линией и разделяется с ней к востоку от станции Ист-Фолс-Чёрч. Новые пути пролегают в разделительной полосе автодороги Даллас аксесс роад, затем по эстакаде вдоль автодороги Виргиния №123. Эстакада проходит над кольцевой дорогой Кэпитал Белтвей, с обеих сторон от неё находится по станции, так же на эстакаде. Затем маршрут линии в тоннеле переходит в разделительную полосу автодороги Виргиния №7, снова на эстакаду, ещё две станции на эстакаде. И снова маршрут линии возвращается в разделительную полосу Даллас аксесс роад. Пять новых станций будут построены в разделительной полосе Даллас аксесс роад с вестибюлями и пешеходными переходами над автодорогой. На станции Херндон построена ещё в 1999 году 1,750-местная перехватывающая парковка со съездами с Даллас аксесс роад, сейчас этот объект используется как автовокзал. Автопарковка подвергается критике из-за предполагаемых конструктивных недочётов. Первоначально планировалось, что до аэропорта будет тоннель до станции, расположенной рядом с терминалом. Для электродепо будет ответвление на Запад, к северу от взлётно-посадочных полос аэропорта. Две последние станции также будут находиться в разделительной полосе Даллас аксесс роад, в городе Эшберн. Таким образом, на линию ляжет пассажиропоток из аэропорта, из дальнего западного пригорода Вашингтона, и пассажиры, совершающие пересадку с пригородных автобусов. В настоящее время весь пассажиропоток ложится на наземный общественный транспорт. В отличие от наземного транспорта, серебряная линия, как ожидается, обеспечит движение поездов каждые шесть минут в часы пик и каждые четырнадцать минут в другие часы.